# لقمة الفخذ الإنسية
لقمة الفخذ الإنسية أو الّلقمة الإنسية لعظم الفخذ (بالإنجليزية: Medial condyle of femur)‏ هي أحد بروزين (نتوئين) اثنين على الجزء السفلي لعظم الفخذ ، والبروز الآخر هو لقمة الفخذ الوحشية (بالإنجليزية: Lateral condyle of femur)‏.

## وصلات خارجية
- Bioweb at UWLAX aplab

## صور إضافية

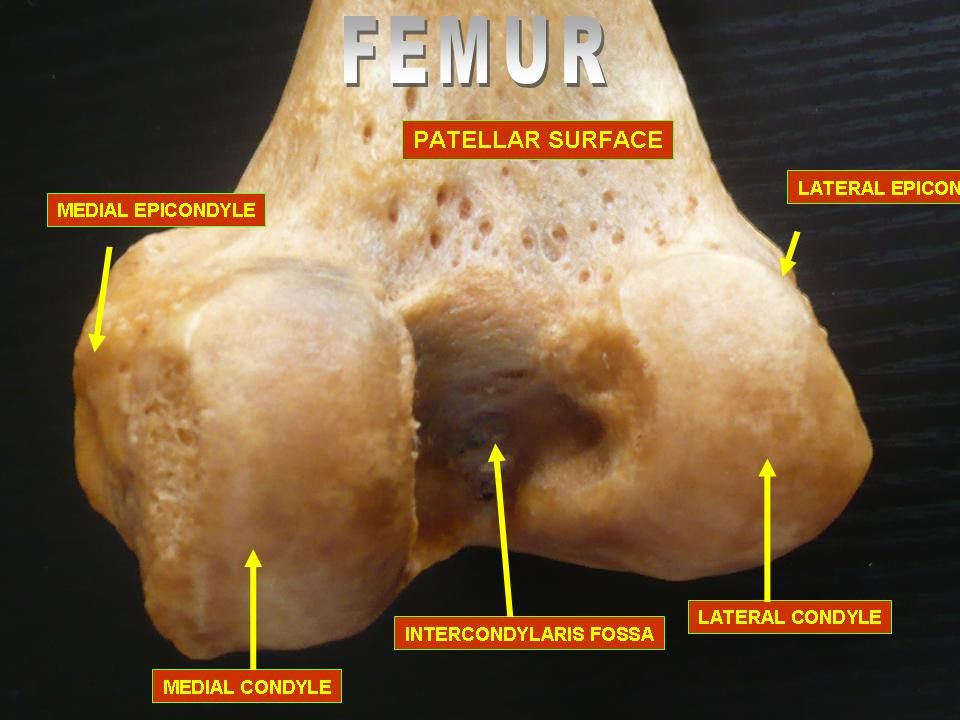
الجزء السفلي من عظم الفخذ.
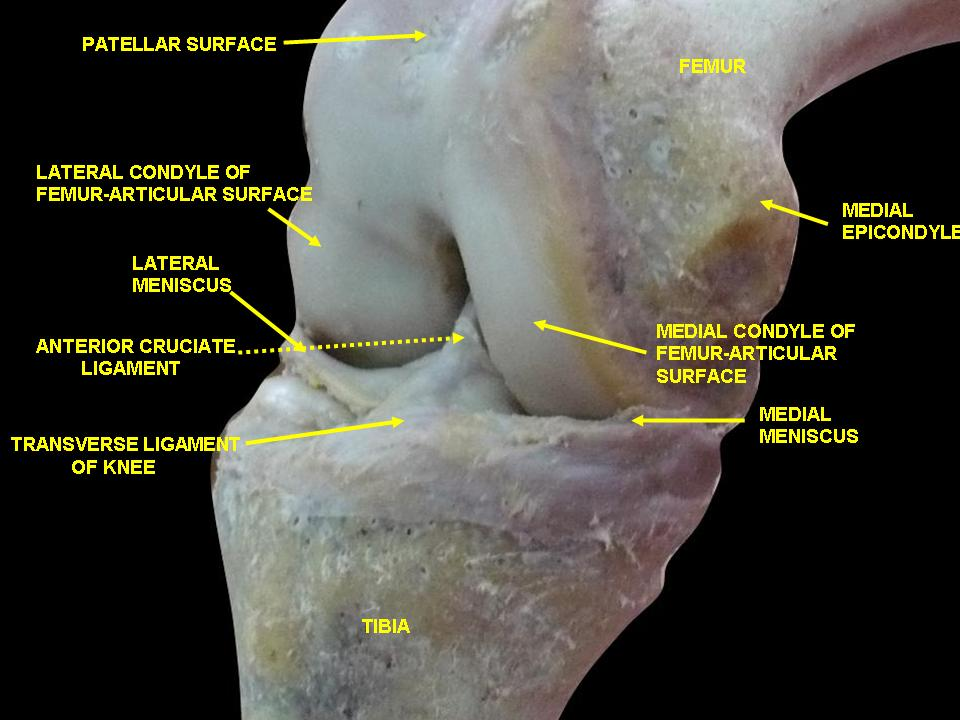
مفصل الركبة. تشريح عميق. عرض أمامي-إنسي.
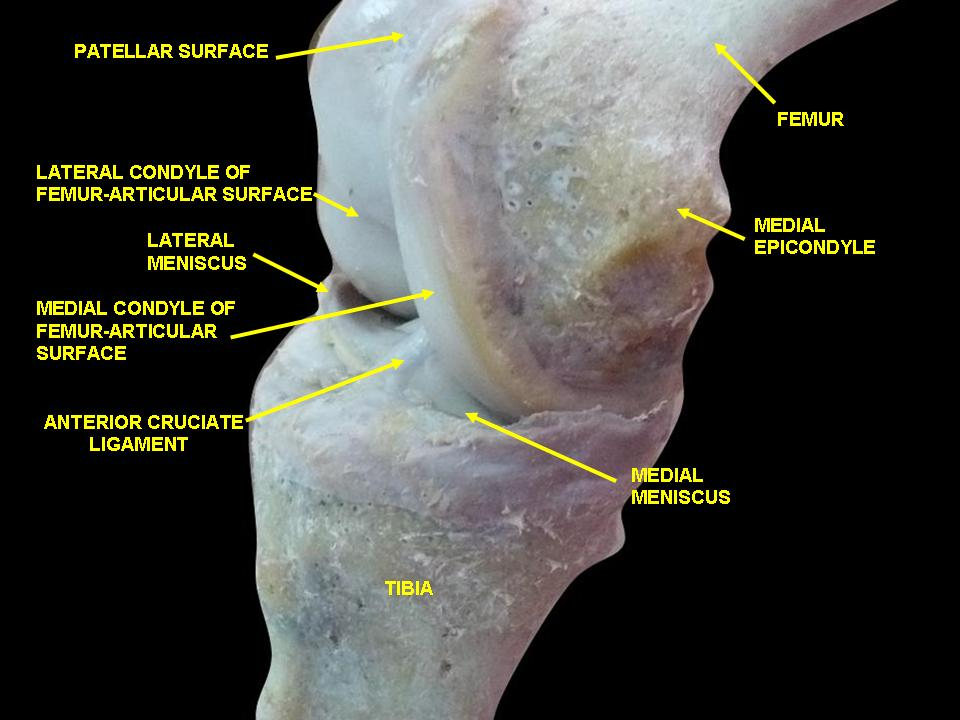
مفصل الركبة. تشريح عميق. عرض أمامي-إنسي.
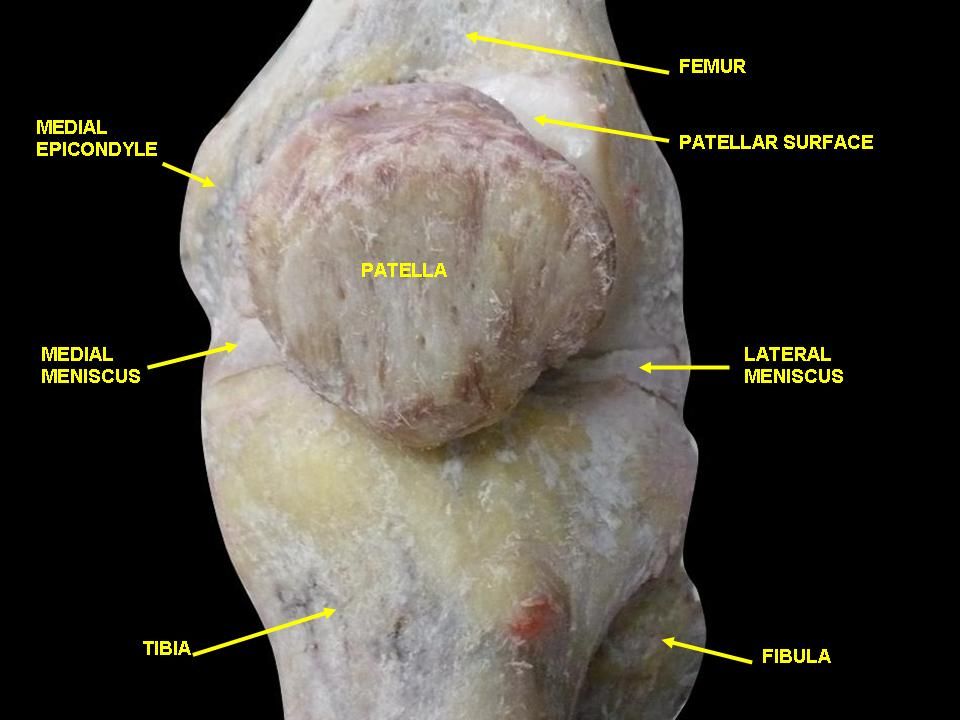
مفصل الركبة. تشريح عميق. عرض أمامي-إنسي.
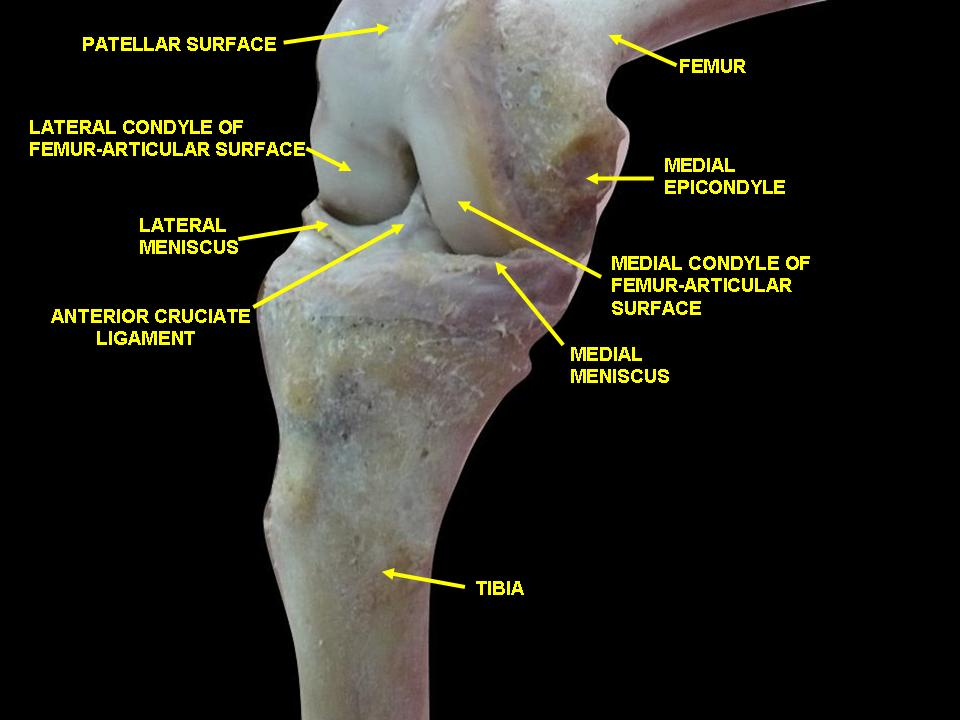
مفصل الركبة. تشريح عميق. عرض أمامي-إنسي.
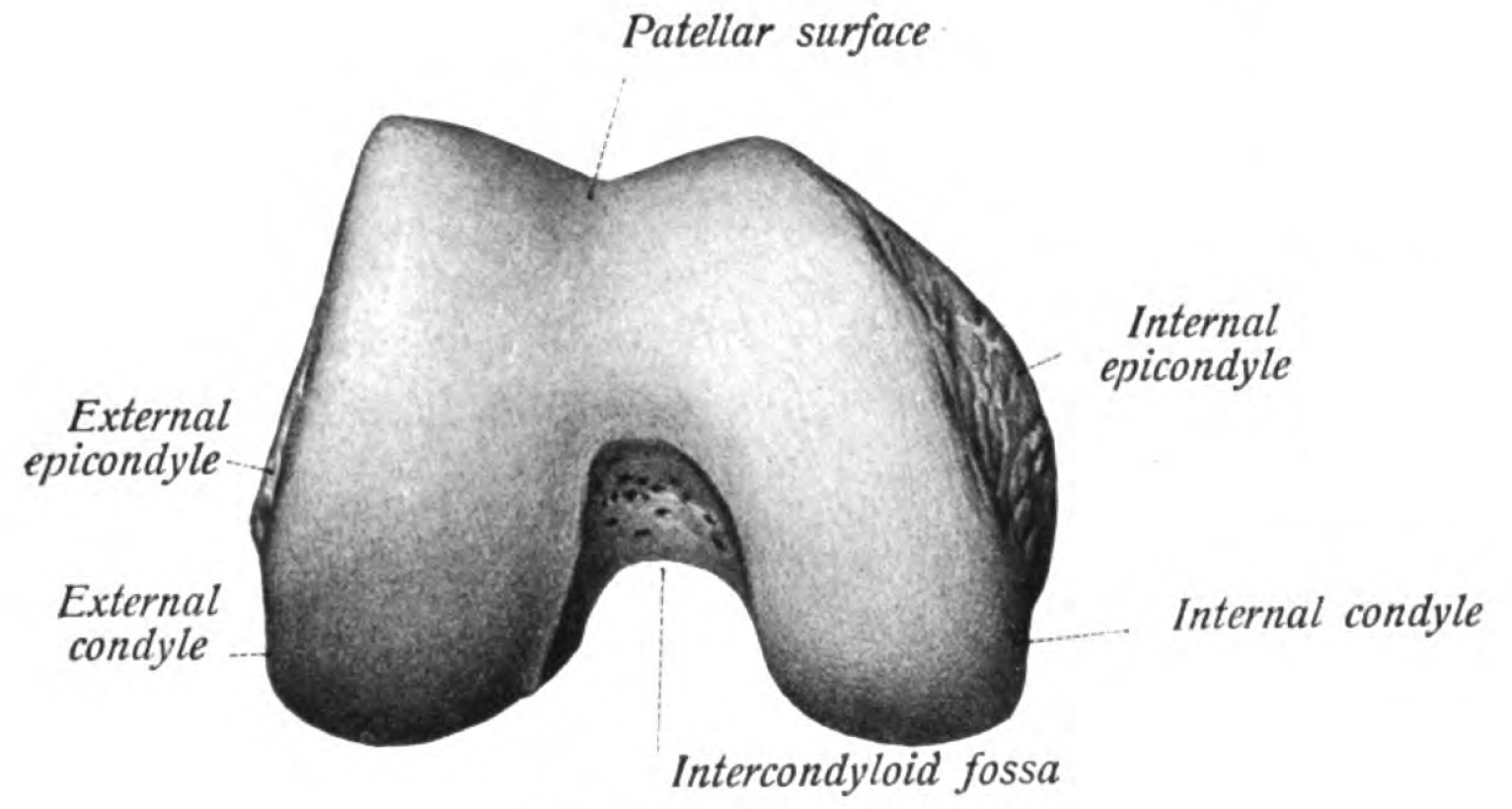
صورة لعظم الفخذ الأيمن من أسفل. الرضفة أعلى الصورة.
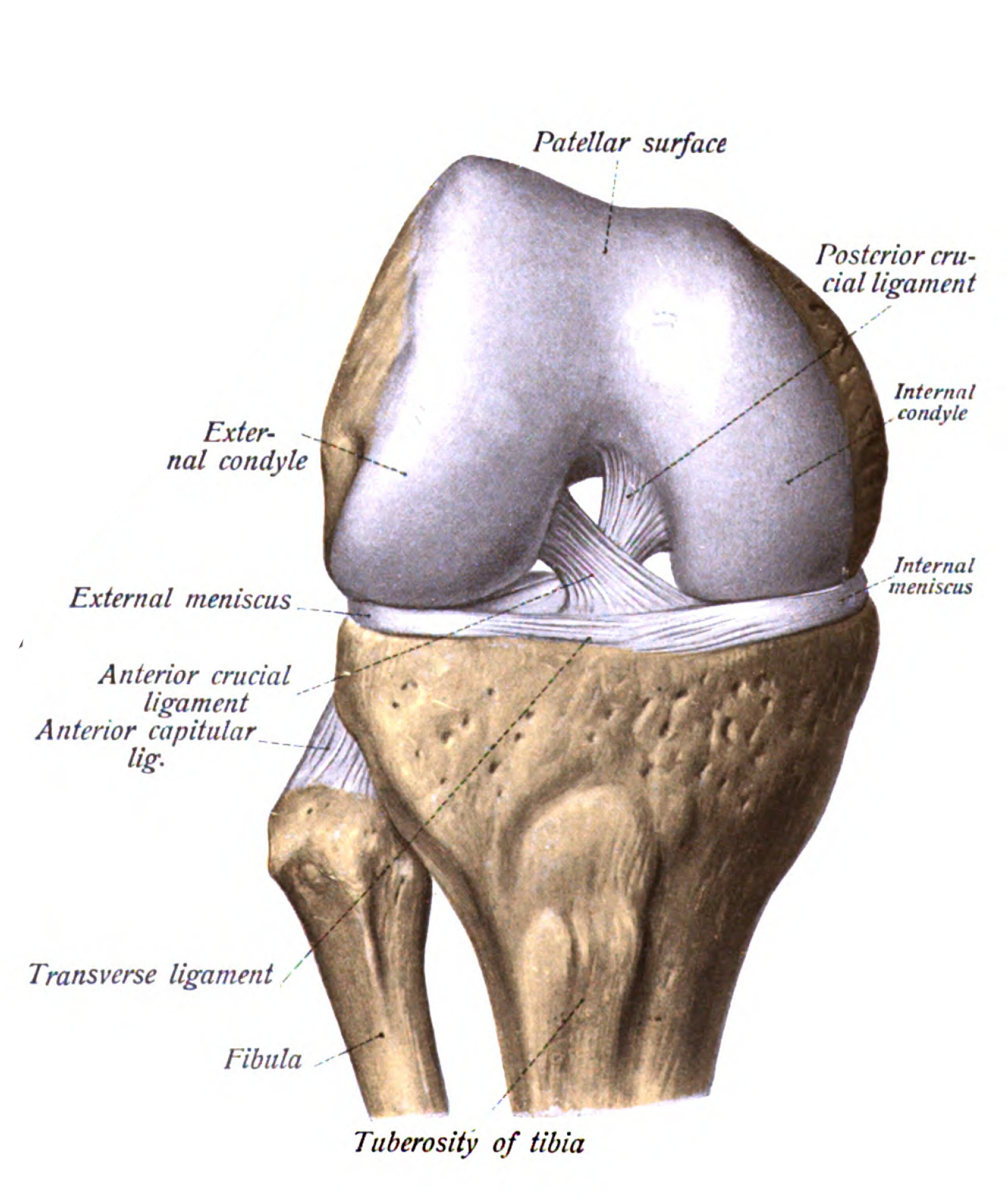
صورة لعظم الفخذ الأيمن من أسفل عند مفصل الركبة. الرضفة أعلى الصورة.
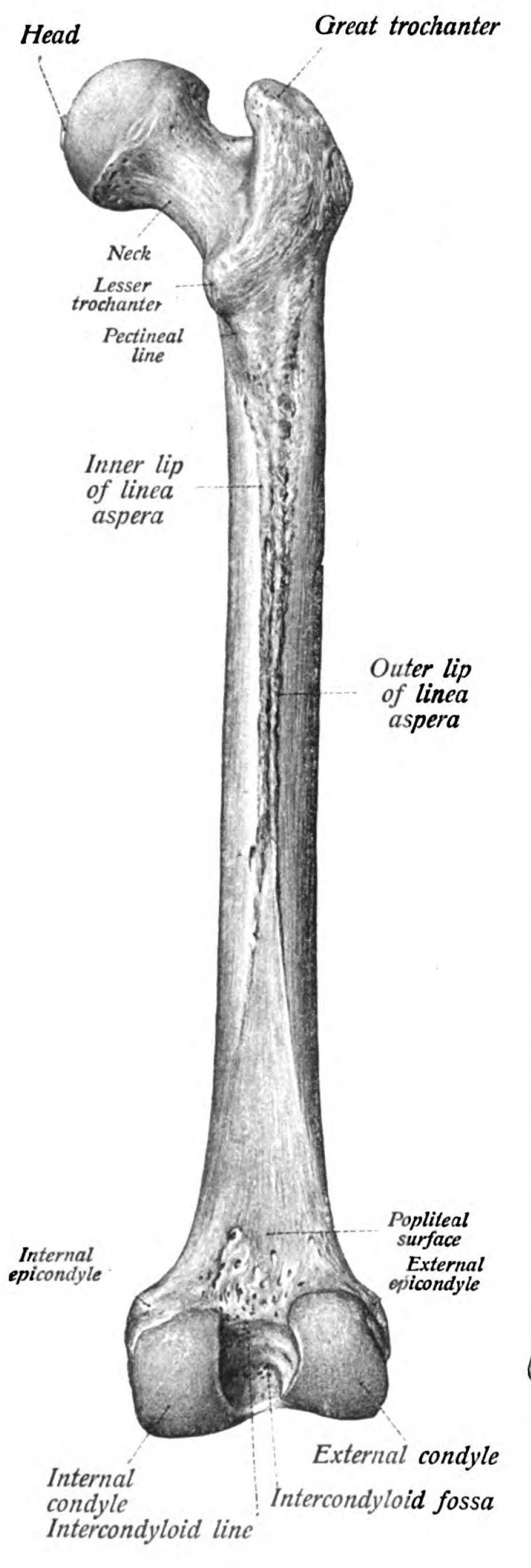
عظم الفخذ ، اللقمة الوحشية (external condyle) و اللقمة الإنسية (internal condyle) لعظم الفخذ مبينتان أسفل الصورة.
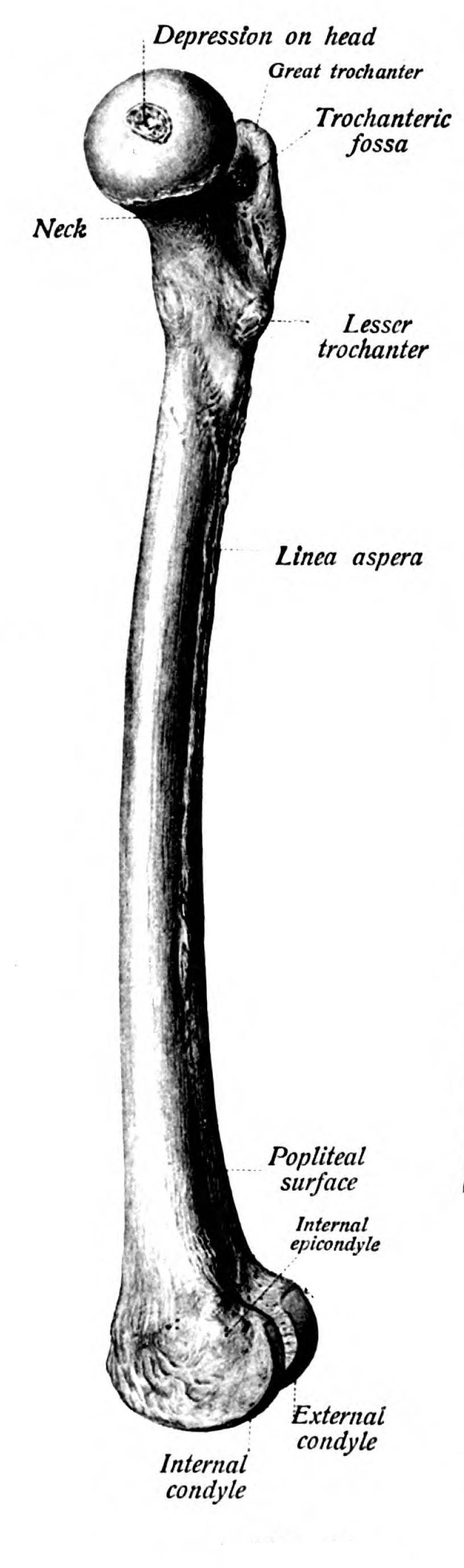
عظم الفخذ ، اللقمة الوحشية (external condyle) و اللقمة الإنسية (internal condyle) لعظم الفخذ مبينتان أسفل الصورة.
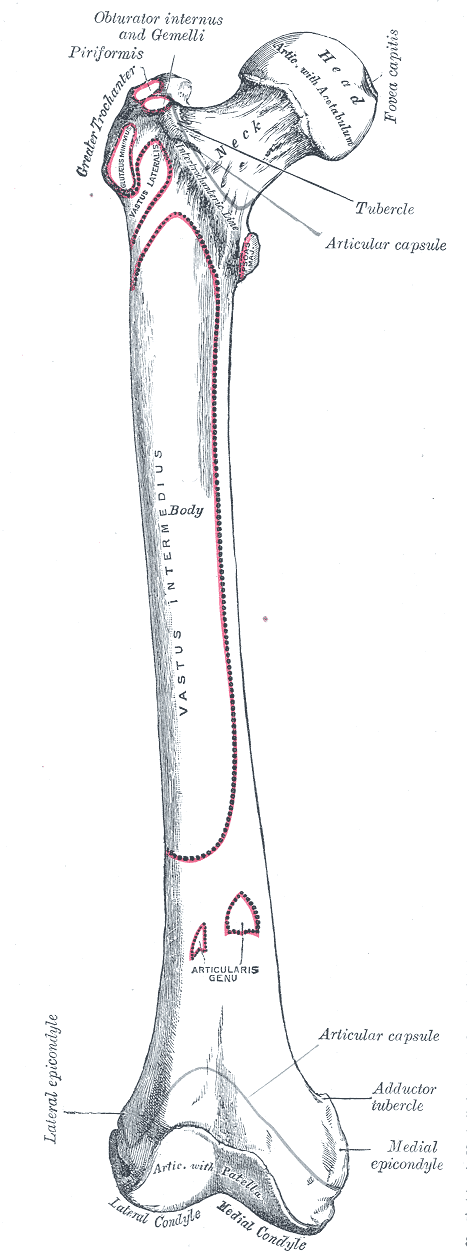
عظم الفخذ الأيمن ، السطح الأمامي.
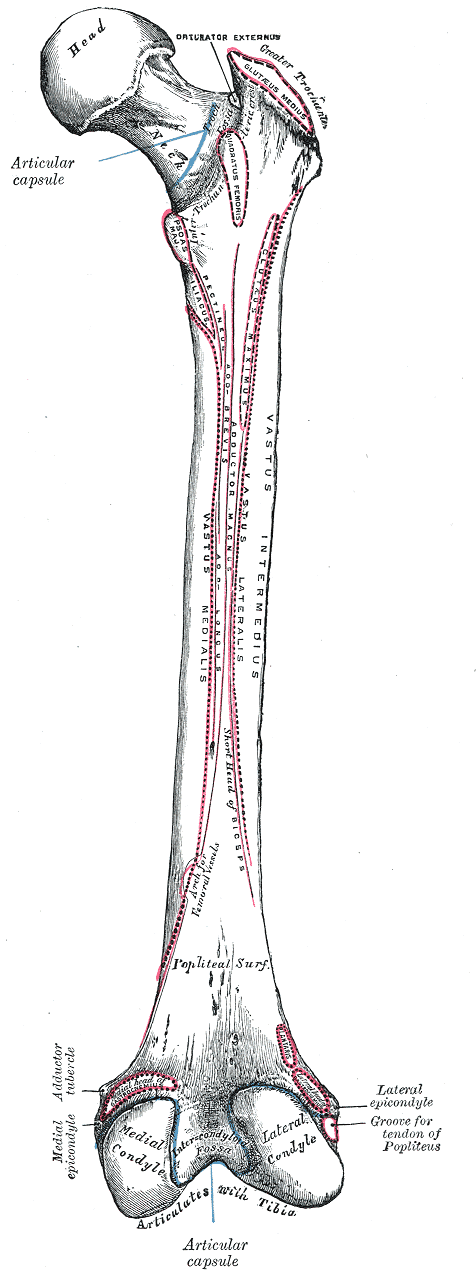
عظم الفخذ الأيمن ، السطح الخلفي.
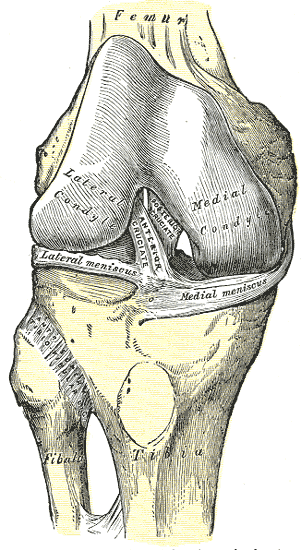
مفصل الركبة الأيمن من الأمام. الأربطة الداخلية ظاهرة.
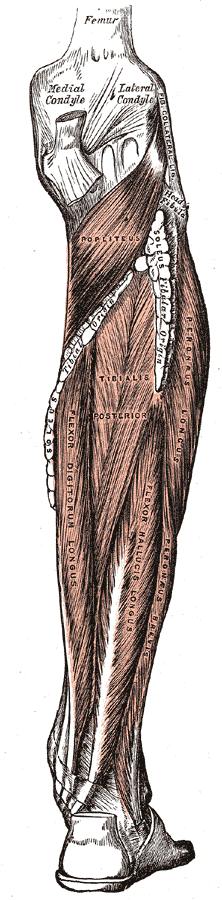
عضلات الجزء الخلفي من الساق. طبقات عميقة.
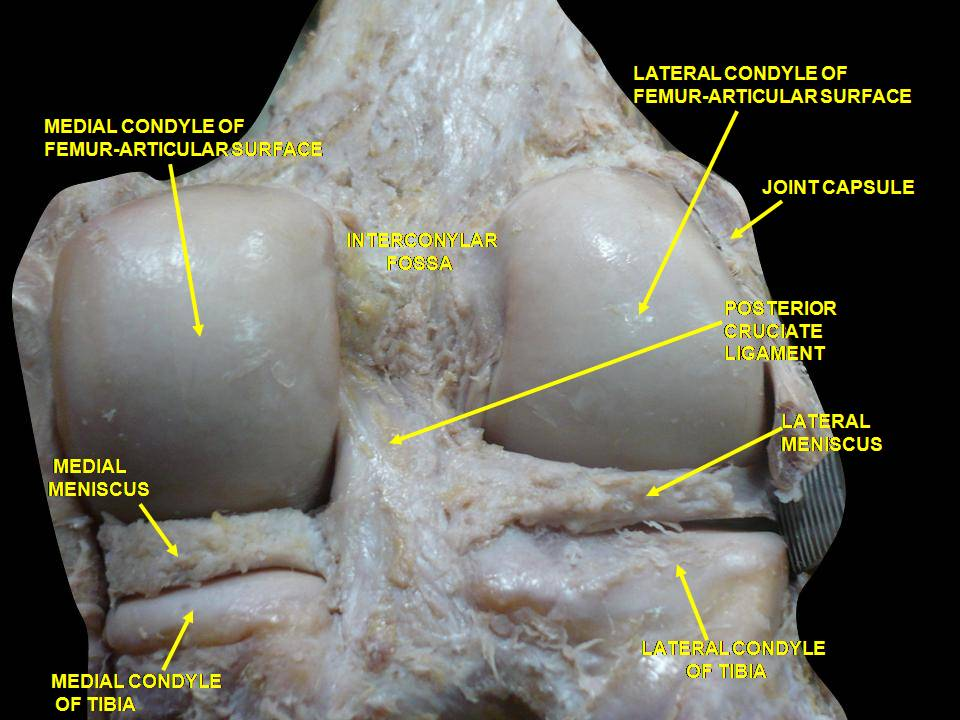
الركبة اليمني في حالة البسط. تشريح عميق. عرض خلفي.
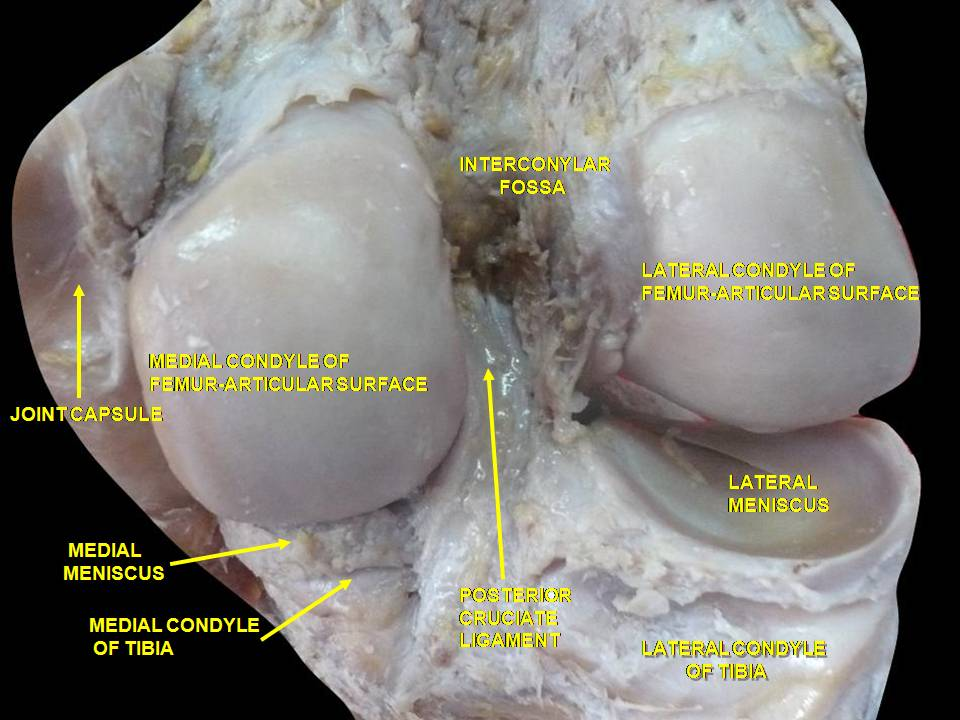
الركبة اليمني في حالة البسط. تشريح عميق. عرض خلفي.
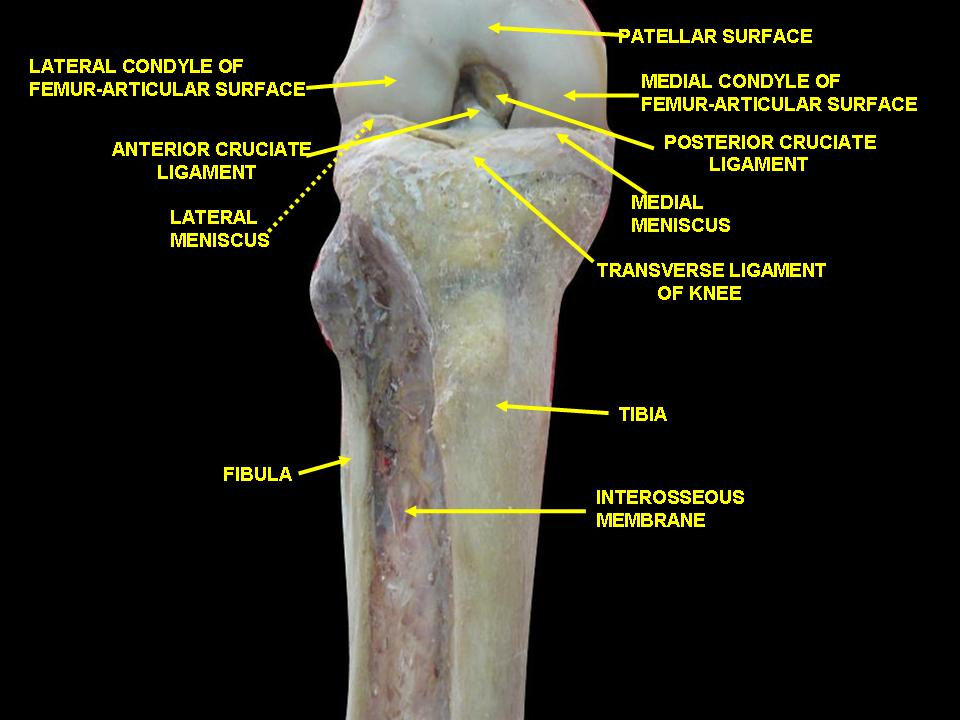
الركبة و المفصل الظنبوبي الشظوي. تشريح عميق. عرض أمامي.
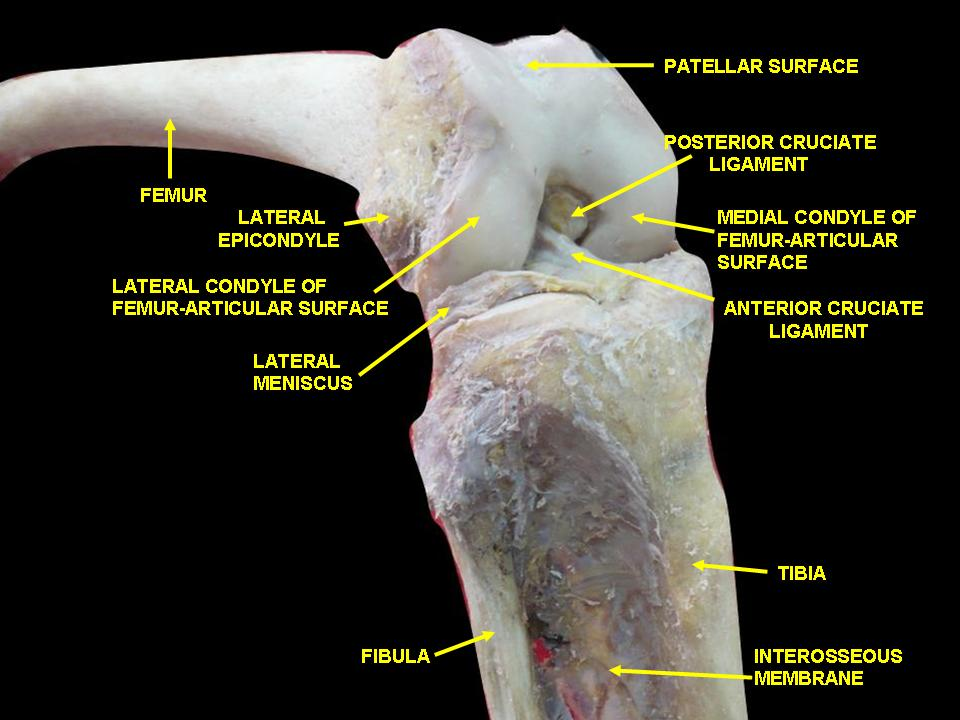
الركبة و المفصل الظنبوبي الشظوي. تشريح عميق. عرض أمامي.
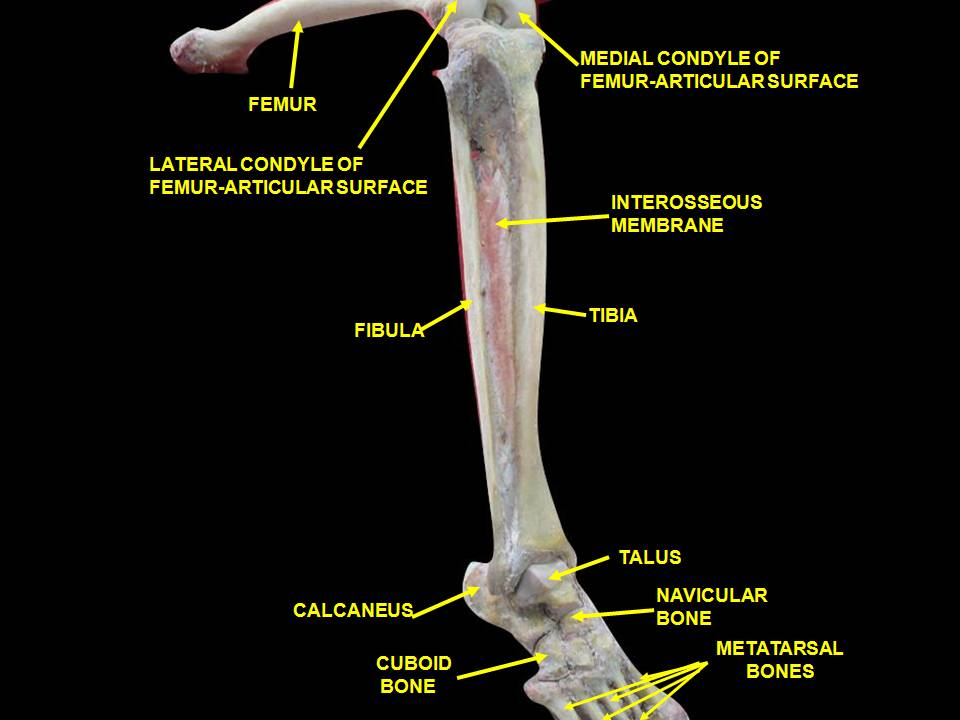
مفاصل الركبة و الظنبوبي الشظوي و الكاحل. تشريح عميق. عرض أمامي-وحشي.
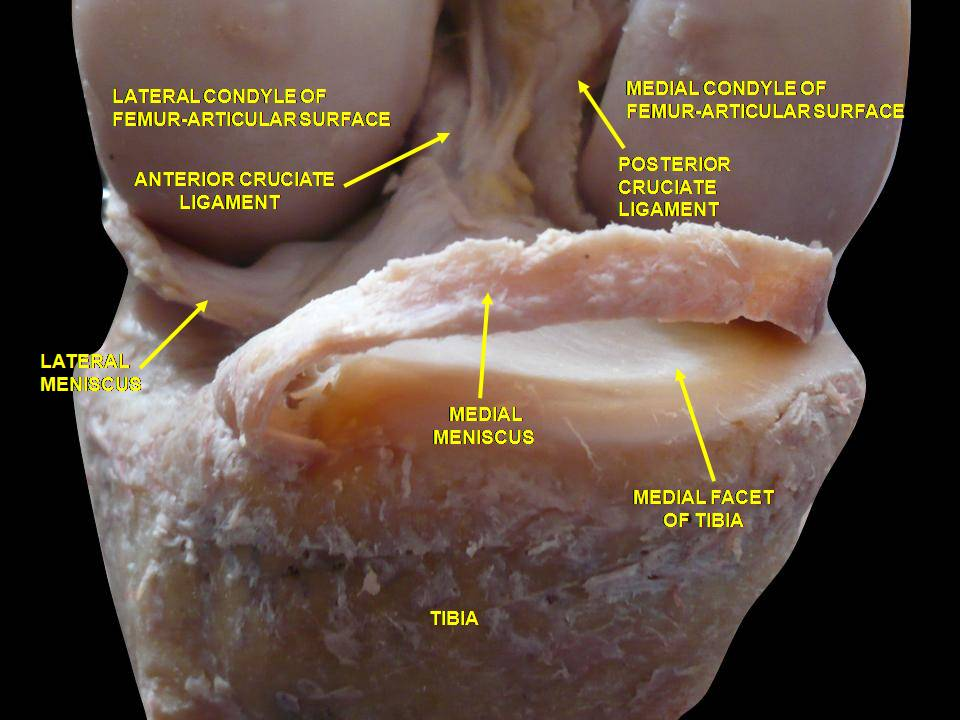
مفصل الركبة. تشريح عميق. عرض أمامي.
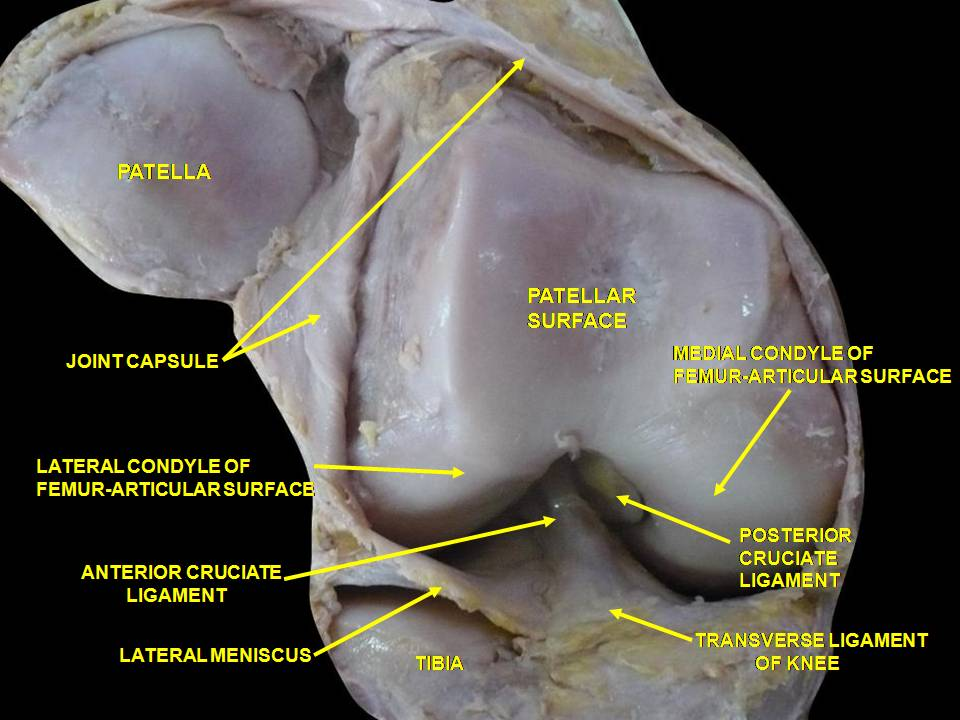
مفصل الركبة. تشريح عميق. عرض أمامي.
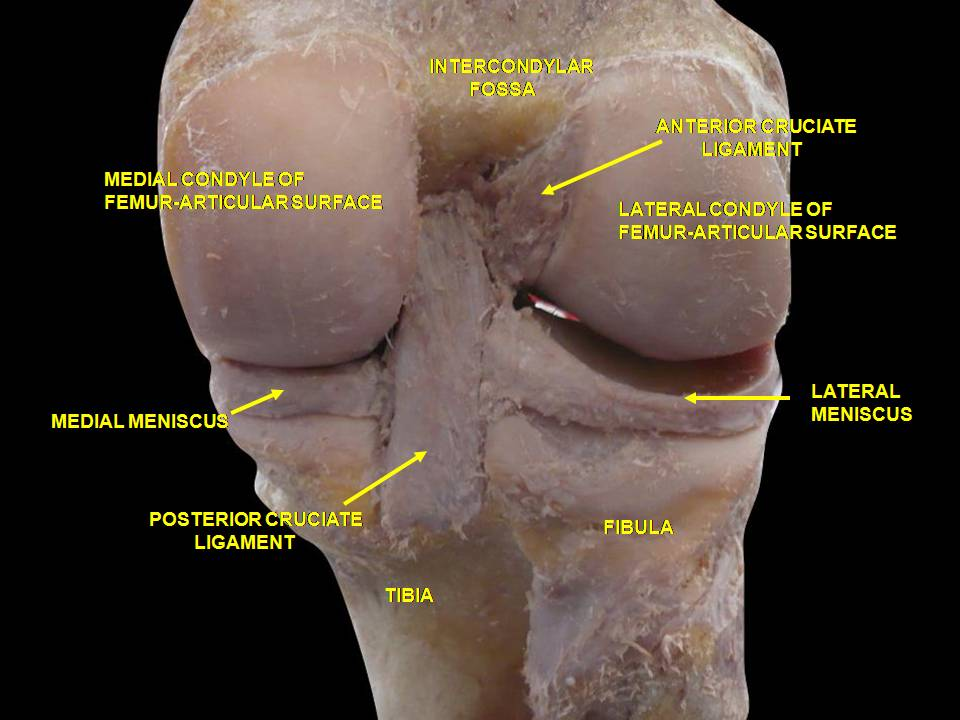
مفصل الركبة. تشريح عميق. عرض خلفي.